# びっくり熱血新記録
『びっくり熱血新記録』（びっくりねっけつしんきろく）は、テクノスジャパンより発売されたゲームソフト。
1992年6月26日にファミリーコンピュータ専用ソフト『びっくり熱血新記録！はるかなる金メダル』が、1993年7月16日に、演出強化や一部の競技が変更されたゲームボーイ専用ソフト『びっくり熱血新記録! どこでも金メダル』が発売された。2011年10月18日、Wiiバーチャルコンソールで、また2014年11月12日、Wii Uバーチャルコンソールにて『びっくり熱血新記録！はるかなる金メダル』がそれぞれ配信開始。また、ニンテンドー3DSバーチャルコンソールにて2011年11月9日より『びっくり熱血新記録! どこでも金メダル』が、2013年1月23日より『びっくり熱血新記録！はるかなる金メダル』がそれぞれ配信開始。
日本国外では、北米にてNES用ソフトとして『Crash 'n' the Boys: Street Challenge』のタイトルで発売された。また、ゲームボーイ版は発売されていない。

## システム
主人公であるくにお率いる熱血高校チームをはじめとする4チームに、アメリカから参加のオクラホマハイスクールを加えた全5チームで、400mハードルなど5種類の競技を行い、メダルの数を競い合うスポーツゲームである。
競技ごとに操作方法が変わる。プレイヤーは4人まで参加可能だが、各競技はトーナメントや個人戦で行われるため、拡張コントローラは不要。
5つの競技全てを順番にこなしていく「ノーマルモード」、5つの競技から3つ選んでプレイする「ショートモード」、競技を1つだけ選ぶ「練習モード」の3つがある。ノーマルモード、ショートモードでは最大4人でプレイすることができる。
本作で獲得するメダルは金メダルの数で競われる。銀メダル、および銅メダルを10個集めると上位のメダル1個に変換される。また、これらのメダルはショップ等の施設でのアイテム購入にも使用できる。なお、ゲームボーイ版では金メダルのみとなっている。
ステージでのメダル獲得
- 1位：金15枚
- 2位：金5枚
- 3位：金1枚
- 4位：銀5枚
- 5位：銅5枚
- 特別賞：金5枚
  - あしがはやかったで賞（400メートルハードル）
  - たくさんとんだで賞（ハンマー投げゴルフ）
  - がめつかったで賞（水泳バトルロイヤル）
  - いちばんたかくとんだで賞（ビル越え棒高跳び）
  - おおわざれんぱつ賞（ハチャメチャ柔道）

個人表彰式
全競技終了後に個人表彰式が行われる。
- かんとうしょう：金10枚
- さいゆうしゅうせんしゅしょう：金10枚
- なめてるやつでしょう：－金15枚
- びっくりしんきろくしょう：金5枚
- とうどうグループとくべつしょう：金15枚 - 必ずオクラホマハイスクールチームの誰か1人が受賞する。

ノーマルモード・1人プレイを熱血高校チームでプレイして優勝すると、真のエンディングを見ることができる。前作ではGB版で他チームのエンディングが追加されたが、今作では存在しない。

## 日本版と北米版の違い
北米版では次の点が異なる。
- とうどう（海外名:Todd）が花園チーム（海外名:Washington High School）のキャプテンである
- やまだ（海外名:Skip）が冷峰チーム(海外名:Lincoln High School）のメンバーである
- 準主役のりき(海外名:Crusher)がオクラホマハイスクールチーム（海外名:Team Thornley）のメンバーで、肌の色も違う

## ストーリー
運動会を通して他の学校を叩き潰してしまおうという藤堂護の計画は、くにおをはじめとする参加した生徒達の人並み外れたパワーを計算に入れていなかったため失敗に終わった。悔しくはなかったが失敗するのが嫌いな護は、次こそ成功するために計画を練り直した。しかし、この計画を実行するには護の貯金以上の資金が必要だった。そこで藤堂グループ会長である父・晃之助に泣き落とし作戦をしかけ、アスレチック大会開催にこぎつけるのだった。

## 競技
各チームから1名ずつ選手を出して競い合い、成績に応じてメダルが貰える。また、各競技で特定の条件を満たした選手に特別賞が与えられる。さらに、競技中に落ちているメダル拾うことができ、成績よりもメダル回収を重視するという戦略もある。このメダルの数によって最終的な順位が決まる。
400mハードル
1対1のトーナメント方式で行われる。400mのタータンコースに24基のハードルが設けられており、ハードルを避けながら進み、先にゴールした方が勝ち。
ハードルはジャンプで跳び越えたり、スライディングで下をくぐったり、タックルなどで破壊したりして回避できる。また、壊したハードルの破片を使ったり旋風脚で相手を妨害する事が可能。先頭ランナーより遅れ画面から見えなくなると、体力が減って中央位置まで復帰してくる。ダメージを受けすぎて体力が0になると失格、敗北となる。
ハンマー投げゴルフ
バンカー・ラフ・ウォーターハザードを含む820ヤードのコースを、ハンマー投げ何投でカップに入れられるかを競う。ゴルフ同様少ない投数ほど順位が上になる。なお、OBは存在しない。GB版ではコースが3種類存在する。
水泳バトルロイヤル（FC版のみ）
バトルロイヤルと銘打たれているが、1対1のトーナメント方式で行われる。プールで泳ぎながら戦う。
「HP（体力）」のほかに「空気」というパラメータがあり、水中にいると徐々に減っていき、水面で息継ぎをすると回復する。攻撃を受けると空気は大幅に減少し、空気が0になると溺れてしまいHPがどんどん減っていくようになる。HPが0になると負け。
カサ争奪高跳び込み（GB版のみ）
1対1のトーナメント方式で行われる。地上300m上空から飛び降り、空中で格闘しながらカサを奪い合う。カサは地上10m付近で自動的に開いてパラシュートになり、その時点でカサを持っているか、それまでに相手を倒した選手の勝ち。なお、下はプールもトランポリンも無いため、敗者は地面にめりこみ体力が0になってしまう。
ビル越え棒幅跳び
ビルの屋上から隣のビルの屋上へと渡っていき、いくつのビルを跳び越えられるかを競う競技。ビル間は走り幅跳び、棒を使った高跳び、ビル間にロープが張られているところは一輪車で越える。
ビル間に落ちると規定回数まではトランポリンで戻されるが、それ以上失敗すると地上に転落し、そのエリア（ビルの屋上）が記録となる。また、許容回数以内でも体力が非常に低い場合は転落してしまう。
走り幅跳びや棒高跳びでの落下点が次のビルのぎりぎりにあたる場合は、体力を消耗してビルの淵に掴まることができる。
順位は跳び越えたエリアの数で決まり、同数の場合は高いジャンプを記録した方が上位となる。タイムは無関係。GB版ではゴルフと同じくコースが3種類存在する。
はちゃめちゃ柔道
1対1のトーナメント方式で行われる。相手の体力が0になるまで戦う変則柔道。
組み合って相手の気力を0にすると、大技を繰り出すことができる。大技には柔道の技もあるが、実際の柔道では反則となる打撃技、プロレス技、喧嘩技などが多い。またGB版では必殺技を出された瞬間、特定のコマンドを入力することにより返し技ができる。

## 施設
各競技開始前に、操作する選手を選択した後でいくつかの施設に立ち寄ることができる。ここでは、所持しているメダルを使用することで操作している選手を強化したり、各競技に特化した便利アイテムを得たり、相手を妨害したりと有利にすることができる（成績よりメダル回収を重視した場合）。
くすり屋（ドラッグストア）
体力の回復や相手の体力の消耗、自身の体力を引き替えにステータスを大きく向上させる薬が販売。
アイテムショップ
自身のステータスを向上させるアイテムが販売。
スポーツショップ
各競技用のアイテムを販売。
情報屋
競技に関する情報や対戦相手の情報を調べることができる。

## 出場チーム
『熱血行進曲』からメンバー枠が5人に減少したため、各チームから「たかみね」「まえだ」「おとなし」「さわぐち」が削除された。
FC版とGB版では、一部キャラクターの能力値が異なっている。

### 熱血高校チーム
『行進曲』同様、基本的にはキャプテンくにおのワンマンチーム。その他の選手はくにおに比べれば力不足。意外にも守備力の平均値は悪くない。
くにお
各種能力がトップクラス。柔道技の「火のたますぱいく」は、日本人チームでは彼のみが使える。
すがた
くにおには劣るが、どんな競技でも使える万能選手。GB版では力が上昇。
もりもと
守備力はそこそこだが力と速さは最低クラスで、どの競技にも使いづらい。
ななせ
すがたと同じく、くにおの控えとして使える。柔道技の「首つかみ落とし」は彼専用の技。
いちじょう
素早さが高く力もそこそこ（『行進曲』では武器攻撃力を除き最低クラスの能力だった）だが体力・守備力が最低レベルで、どの競技でも死と隣り合わせの選手。

### 花園高校チーム
キャプテンのりきを筆頭に、力や体力が高い格闘競技向きのチーム。400mハードルが最大の課題。FC版では守備力の平均値が低いが、GB版ではかなり高くなっている。
りき
素早さは劣るが、力は凄い。体力も多くタフであり、花園を代表するような格闘向きの選手。
さおとめ
花園チームの中では素早さがあり、りきの苦手種目を補う役を受け持つ。GB版では守備力が上昇して更に使いやすくなった。
よしの
花園チームでは異色の素早さに特化した選手。GB版で守備力が上昇した。
しみず
各種能力が低く、非常に使いづらい選手。
わしお
力や体力に優れる格闘向きの選手。GB版では更に大幅に強化され、りき・さおとめを休ませたい時に出しやすい。

### 冷峰学園チーム
チームの平均能力が日本人チームでは最強だが、個人としては他のチームのキャプテンクラスより格下。
りゅういち
どの競技にも対応できるが、抜きん出た能力が無い。『熱血行進曲』では必殺技が大きな魅力だっただけに、それが無ければ他のキャプテンにやや劣る。
りゅうじ
りゅういち同様に全体的に能力は高めだが、決め手に欠ける。副キャプテンとして見るなら、ごだいに次ぐ。
もちづき
最速の素早さを誇るが体力・守備力が低く、「400mハードル」では不覚を取ることもある。日本人選手の中で一番ハンマー投げゴルフに向いている。
はやさか
今作では何故かもちづきに次ぐ素早さをもつが、守備力の低さは相変わらず。力も弱く、チームでは地味な選手。なお、熱血行進曲では走るのが苦手という設定だった。
こばやし
ダブドラ兄弟に引けを取らない能力をもつ選手で、どの競技にも対応できる。

### 各校連合チーム
各人の得意競技が判りやすいチーム。ややもすれば、ごうだとごだいのツーマンチームとも。全員が何かしら強力な柔道技を持っている。
ごうだ
各種能力がトップレベル。特に守備力は日本人選手最高で、どんな競技にも使える万能選手。
ごだい
各種能力が高く、特に力は日本人選手最高。ごうだ同様、どんな競技にも使える。GB版では守備力が更に強化され、手の付けられない程の強さを誇る。
くまだ
世界一を目指す柔道家だけあって、柔道技が非常に充実している。しかし素早さ・守備力が低い。
にしむら
体力は全選手最高値を誇り、力もかなり高い。しかし素早さ・守備力がワーストレベルの致命的な欠陥選手で、どの競技にも使いにくい。
はやみ
素早さはそこそこだが、花園のしみず同様に全体的な能力は低い。

### オクラホマハイスクールチーム
晃之助がアメリカから呼び寄せたスペシャルチーム。実力は最強クラスの上、トーナメント方式の競技では常に決勝にシードされている。FC版ではCPU専用チームである為、プレイヤーが使う事はできない。
ジョニー
もちづきをパワーアップしたような最速キャプテン。GB版では守備力が強化されている。『すとりーとバスケット』でもくにお達のチームメイトとして登場。
ラファエル
体力・力・守備力が最高値で格闘競技に特化した最強クラスのキャラ。
スティーブ
他のオクラホマ選手の能力を4で割ったようなバランスタイプのキャラ。
アレックス
素早さ・守備力がかなりあるスピード競技に強いキャラ。顔はさおとめにサングラスをかけさせたようなもの。
ジミー
ラファエルの能力を若干平均化したようなタフなキャラ。顔はりゅういち・りゅうじと全く同じだが、彼等や『ダブルドラゴン』の主人公であるジミー・リーとの関係は不明。『オールスタースペシャル』では同じ顔の兄弟「ビリー」が登場している。

## 他機種版
| No. | タイトル                                                                    | 発売日                        | 対応機種                                         | 開発元           | 発売元                 | メディア                                        | 型式       | 備考 |
| --- | --------------------------------------------------------------------------- | ----------------------------- | ------------------------------------------------ | ---------------- | ---------------------- | ----------------------------------------------- | ---------- | --- |
| 1   | びっくり熱血新記録! どこでも金メダル                                        | 1993年7月16日                 | ゲームボーイ                                     | テクノスジャパン | テクノスジャパン       | ロムカセット                                    | DMG-NQJ    | |
| 2   | びっくり熱血新記録! 400Mハードル                                            | 2004年6月4日                  | mova505i/iS、504i/iS、FOMA900iシリーズ (iアプリ) | テクノスジャパン | ウェブドゥジャパン     | ダウンロード (熱血硬派くにおくんi)              | -          | |
| 3   | びっくり熱血新記録！ビル越え棒幅跳び                                        | 2004年7月30日                 | iアプリ                                          | テクノスジャパン | ウェブドゥジャパン     | ダウンロード (熱血硬派くにおくんi)              | -          | |
| 4   | びっくり熱血新記録！ 400Mハードル                                           | 2007年8月9日                  | EZアプリ                                         | テクノスジャパン | ウェブドゥジャパン     | ダウンロード (熱血硬派くにおくんEZ)             | -          | |
| 5   | びっくり熱血新記録！ビル越え棒幅跳び                                        | 2007年12月13日                | BREW対応機種 (EZアプリ)                          | テクノスジャパン | ウェブドゥジャパン     | ダウンロード (熱血硬派くにおくんEZ)             | -          | |
| 6   | 熱血新記録はちゃめちゃ柔道                                                  | 2008年2月7日                  | BREW対応機種 (EZアプリ)                          | テクノスジャパン | ウェブドゥジャパン     | ダウンロード (熱血硬派くにおくんEZ)             | -          | |
| 7   | Crash 'n' the Boys: Street Challenge びっくり熱血新記録！はるかなる金メダル | 2009年9月14日 2011年10月18日  | Wii                                              | テクノスジャパン | アークシステムワークス | ダウンロード (バーチャルコンソール)             | -          | ファミリーコンピュータ版の移植 |
| 8   | びっくり熱血新記録! どこでも金メダル                                        | 2011年11月9日                 | ニンテンドー3DS                                  | テクノスジャパン | アークシステムワークス | ダウンロード (バーチャルコンソール)             | -          | ゲームボーイ版の移植 |
| 9   | びっくり熱血新記録！はるかなる金メダル Crash 'n' the Boys: Street Challenge | 2013年1月23日 2013年11月28日  | ニンテンドー3DS                                  | テクノスジャパン | アークシステムワークス | ダウンロード (バーチャルコンソール)             | -          | ファミリーコンピュータ版の移植 |
| 10  | びっくり熱血新記録！はるかなる金メダル Crash 'n' the Boys: Street Challenge | 2014年11月12日 2014年12月11日 | Wii U                                            | テクノスジャパン | アークシステムワークス | ダウンロード (バーチャルコンソール)             | -          | ファミリーコンピュータ版の移植 |
| 11  | くにおくん熱血コンプリート ファミコン編                                     | 2016年12月8日                 | ニンテンドー3DS                                  |                  | アークシステムワークス | 3DSカード                                       | CTR-P-BKCJ | ファミリーコンピュータ版の移植 他シリーズのファミコン10作品との合同収録作                                                                                 |
| 12  | くにおくん ザ・ワールド 〜クラシックスコレクション〜                        | 2018年12月20日                | Nintendo Switch PlayStation 4 Xbox One Steam     |                  | アークシステムワークス | Switch専用ゲームカード ディスクROM ダウンロード |            | ファミリーコンピュータ版の移植 他シリーズのファミコン17作品との合同収録作 NES版『Crash'n the Boys Street Challenge』(海外版『びっくり熱血新記録!』)も収録 |
| 13  | レトロスティック 熱血LEGEND くにおくん                                      | 2024年12月10日                | レトロスティック                                 |                  | ライソン               | 内蔵ゲーム                                      | -          | ファミリーコンピュータ版の移植 他シリーズのファミコン4作品との合同収録作                                                                                  |
| 14  | びっくり熱血新記録! はるかなる金メダル                                      | 2024年12月20日                | ジョイントTV!くにおくん                          |                  | ライソン               | 内蔵ゲーム                                      | -          | ファミリーコンピュータ版の移植 1人プレイ専用 ラウンドワン限定プライズ                                                                                     |

## スタッフ
- おえかきのおにいさん：しょうねん、みなりん、かもくな、つぼりん（坪谷衛）
- ぷろぐらむのおにいさん：たかはし68K（高橋充）、2CVさかがみ（さかがみたかゆき）、ストレートさとう
- ぷろぐらむのおぢさん：カッシーAV
- おんがくのおにいさん：さわさん（澤和雄）、ひらさわさん（平沢道也）
- こうほうのおねえさん：まんじゅぅクミコ（向井久美子）、ケロリンやまね（山根明子）
- ありがとうのみなさん：かいさん（甲斐浩二）、はんにゃさん（半谷きみえ）、たにもとさん（谷本敦）、よういちろうさん
- きかくきょうりょく：もっき～もけけ（関本弘之）、ゴージャスみつひろ（吉田晄浩）
- きかくのおにいさん：シロ（白戸政男）

## 評価
ファミリーコンピュータ版
- ゲーム誌『ファミコン通信』の「クロスレビュー」では、7・6・6・5の合計24点（満40点）となっており[8][3]、レビュアーの意見としては、「やりたい放題、荒唐無稽で、製作者がいい意味でいい加減に作ったんだなあというのが分かる」、「ノリも嫌味がなく、素直に楽しめるのだが、競技自体がいまいち」などと評されている[8]。

- ゲーム誌『ファミリーコンピュータMagazine』の読者投票による「ゲーム通信簿」での評価は以下の通り22.7点（満30点）となっている[6]。

| 項目 | キャラクタ | 音楽 | お買得度 | 操作性 | 熱中度 | オリジナリティ | 総合 |
| 得点 | 4.2        | 3.6  | 3.7      | 3.6    | 4.1    | 3.7            | 22.7 |

ゲームボーイ版
ゲーム誌『ファミコン通信』の「クロスレビュー」では、6・5・6・4の合計21点（満40点）、『ファミリーコンピュータMagazine』の読者投票による「ゲーム通信簿」での評価は以下の通り21.2点（満30点）となっている。
| 項目 | キャラクタ | 音楽 | お買得度 | 操作性 | 熱中度 | オリジナリティ | 総合 |
| 得点 | 3.8        | 3.2  | 3.5      | 3.5    | 3.8    | 3.5            | 21.2 |